# میلر برادرز ۱۰۱ رنچ
میلر برادرز ۱۰۱ رنچ (به انگلیسی: Miller Brothers 101 Ranch) یک مزرعه (محل) در ایالات متحده آمریکا است که در پانکا سیتی، اکلاهما واقع شده‌است.